# Ed Coode
Edward „Ed“ Coode MBE (* 19. Juni 1975 in Falmouth, Cornwall) ist ein ehemaliger britischer Ruderer. Er ist zweifacher Weltmeister und Olympiasieger im Vierer ohne Steuermann.
Coode studierte am Eton College, an der Universität Newcastle und der Universität Oxford. In Oxford nahm er 1998 an dem Ruderwettstreit gegen die Universität Cambridge teil, das Oxford in diesem Jahr aber verlor.
1999 rutschte Coode als Ersatzmann in den britischen Vierer ohne Steuermann und wurde zusammen mit Steve Redgrave, Matthew Pinsent und James Cracknell erstmals Weltmeister. 2001 folgte sein zweiter Weltmeistertitel. In der Besetzung Stephen Williams, Rick Dunn, Edward Coode und Toby Garbett sicherte sich der britische Vierer ohne Steuermann Gold vor Deutschland und Slowenien.
An den Weltmeisterschaften 2002 konnte Coode aufgrund einer Verletzung nicht teilnehmen. Seinen Platz im Vierer ohne Steuermann übernahm Josh West. Coode wurde Mitglied des britischen Achters, mit dem er bei den Ruder-Weltmeisterschaften 2003 die Bronzemedaille gewann.
Als Ersatzmann für den verletzten Alex Partridge kam Coode bei den Olympischen Spielen 2004 in Athen wieder in den Vierer ohne Steuermann. Zusammen mit Pinsent, Cracknell und Williams lieferte er sich ein hartes Rennen mit dem kanadischen Boot und wurde am Ende mit acht Hundertstel Vorsprung Olympiasieger.